# Gelegenest

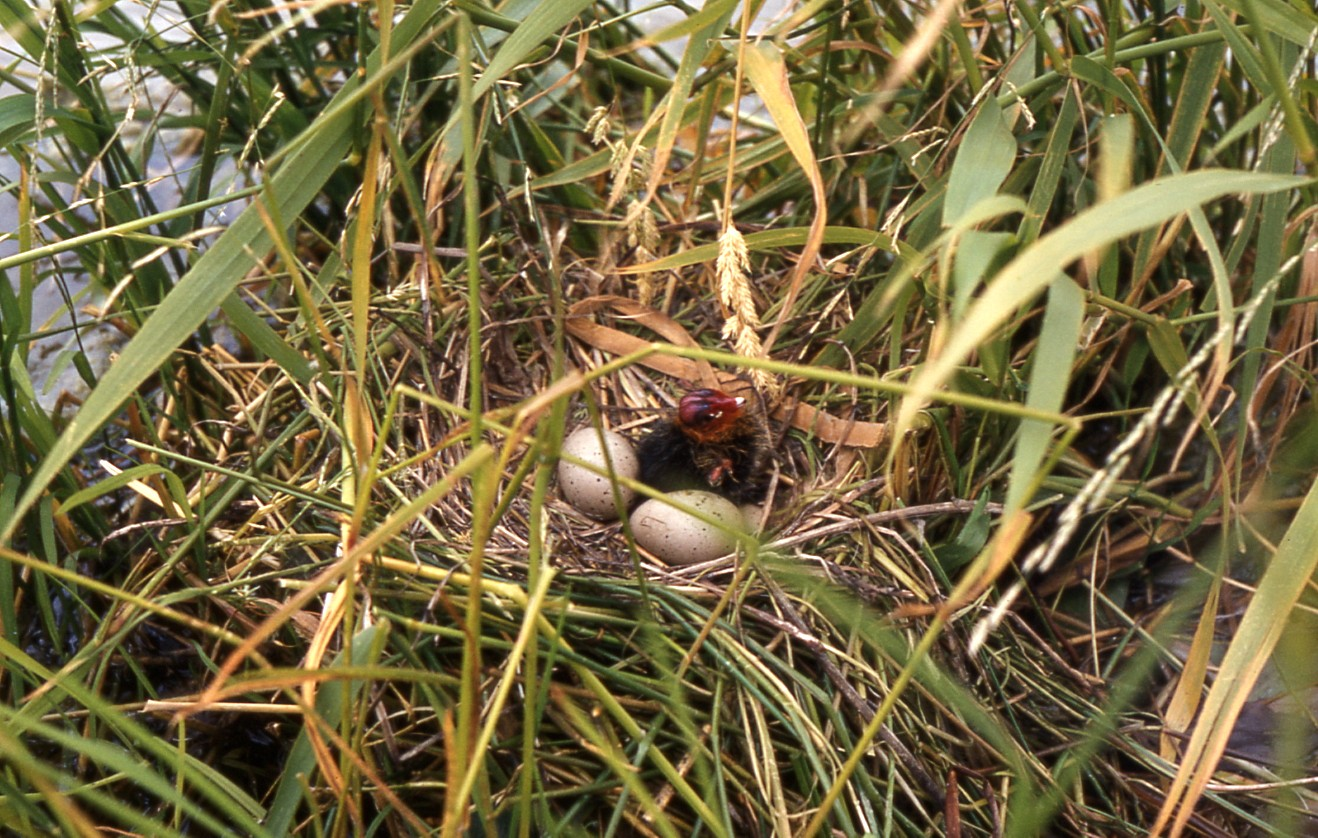
Nest mit Küken und Eiern im Uferröhricht

Als Gelegenest bezeichnet man das Nest der Vögel, in dem die Eier gelegt und ausgebrütet werden. Bei vielen Vogelarten ist das Gelegenest das einzige, das sie während der Brutperiode errichten. Andere wie beispielsweise die Teichralle errichten während der Brutperiode regelmäßig drei unterschiedliche Nestformen. Die Balzplattform – ein rasch errichtetes Nest – spielt eine Rolle während der Balz; das Gelegenest ist das Nest, in dem die Eier ausgebrütet werden und in dem die Küken häufig noch eine Woche verbleiben. Kurz bevor die ersten Küken aus den Eiern schlüpfen, errichtet das Männchen jedoch noch ein Jungennest, das später den Jungvögeln als Ruhe- und Schlafplatz dient.